# Astalak
Astalak (persiska: استلک) är en ort i Iran.   Den ligger i provinsen Qazvin, i den nordvästra delen av landet, 180 km väster om huvudstaden Teheran. Astalak ligger 1 379 meter över havet och antalet invånare är 184.
Terrängen runt Astalak är kuperad, och sluttar västerut.Runt Astalak är det ganska glesbefolkat, med 29 invånare per kvadratkilometer. Närmaste större samhälle är Kūhīn, 9,5 km öster om Astalak. Trakten runt Astalak består i huvudsak av gräsmarker.